# پخورکا
پخورکا (انگلیسی: Pekhorka) یک رودخانه در استان مسکو کشور روسیه است..